# Personal rapid transit
Personal rapid transit (PRT) of baantaxi is een vorm van openbaar vervoer. Er kunnen 4 of 6 passagiers in een voertuig. Er kan wat bagage en eventueel een fiets worden meegenomen.

## Principe
PRT-voertuigen bewegen geautomatiseerd zonder bestuurder op aanvraag over een netwerk van sporen. Zij gaan zonder te stoppen naar het station dat de passagier heeft geselecteerd. Een logistiek systeem zorgt ervoor dat er op alle stations op elk moment een minimaal aantal voertuigen beschikbaar is. Eventueel worden lege voertuigen naar een station gedirigeerd waar veel vraag is.
Het systeem wordt bediend als een lift. De reiziger drukt op het station op een knop om een voertuig te laten komen. Na het instappen geeft hij op het bedieningspaneel aan wat zijn bestemming is, waarna het voertuig daarheen rijdt. Verschillen met een lift zijn:
- Het netwerk is (meestal) vertakt; er zijn wissels in het spoor
- Er zijn meerdere voertuigen op hetzelfde spoor; er zijn maatregelen nodig om botsingen te vermijden
- Een voertuig dat in gebruik is stopt onderweg niet om andere passagiers mee te nemen

Het is openbaar vervoer zonder tussenstops, zonder overstappen en (meestal) zonder wachten. Een zitplaats is gegarandeerd. De voertuigen worden elektrisch aangedreven. Daardoor zijn er geen uitlaatgassen en is er vrijwel geen geluid. Het ruimtebeslag ligt in de orde van een fietspad. De baan met het geleidespoor ligt vrij van kruisingen met ander verkeer.
De stations liggen aan een aftakspoor en kunnen dus zonder meer worden gepasseerd door doorgaande voertuigen. Voordeel van het systeem is de snelle beschikbaarheid (maximale wachttijd 1 minuut of minder) en het gevoel in een taxi te rijden. Een ander groot voordeel is dat er geen chauffeurs nodig zijn. Het eerste systeem dat volgens dit concept is aangelegd is het PRT-systeem in Morgantown (West Virginia). Het is sinds eind jaren zeventig operationeel.

## Huidige ontwikkeling
In Cardiff is in 2001 een testbaan aangelegd van Ultra, een concept ontwikkeld aan de universiteit van Bristol. Plannen voor een netwerk in deze plaats zijn op de lange baan geschoven. In Almelo is het systeem in overweging geweest en in maart 2011 definitief afgeblazen. Op de luchthaven van Heathrow is een systeem gepland van 500 voertuigen, waarvan de eerste (21 stuks) sinds oktober 2010 een traject bedienen van 2 kilometer met drie stations. In Masdar city (Abu Dhabi) was oorspronkelijk een zeer pretentieus netwerk gepland, met 3000 voertuigen en 85 stations. Door planologische blunders is dit project drastisch teruggeschaald. Op dit moment (februari 2010) rijdt er een tiental voertuigen rond die twee stations en drie goederen-platforms bedienen. In 2013 is het Vectus systeem van start gegaan voor de Suncheon Bay Garden Expo 2013.
Ultra is niet het enige bedrijf dat PRT ontwikkelt. Andere bedrijven zijn:
- Metrino[3], voorheen Mist-er[4][5] -  Polen
- Vectus[6] -  Zweden
- SkyWeb[7] -  Verenigde Staten
- 2Getthere[8] -  Nederland (Utrecht)
- Unitsky String Technologies[9][10] -  Wit-Rusland

## Kenmerken van PRT
1. De voertuigen zijn speciaal voor één persoon of voor een groepje mensen die ervoor kiezen om samen te reizen. (Maximaal 4 à 6 mensen per voertuig.) Dit komt overeen met een taxi.
2. De voertuigen rijden direct van het vertrekstation naar het gewenste aankomststation, zonder tussenstops of overstap.
3. De voertuigen zijn 24 uur per dag beschikbaar.
4. De service is op aanvraag beschikbaar en niet afhankelijk van vaste schema's.
5. De voertuigen zijn volledig geautomatiseerd en rijden zonder een menselijke chauffeur.
6. De voertuigen rijden geheel op een geleideweg. Dat is een geheel eigen baan of rail. De geleideweg is klein en kan op palen of ondergronds liggen, eventueel ook op maaiveld.
7. De geleideweg bestaat uit een netwerk van doorgaande sporen en aftaksporen. Stations liggen aan aftaksporen, zodat doorgaande voertuigen niet hoeven te wachten op stoppende voertuigen.